# Турки ибн Абдул-Азиз Аль Сауд
Турки I ибн Абдул-Азиз ибн Абдуррахман Аль Сауд (араб. تركي الأول بن عبد العزيز بن عبد الرحمن آل سعود‎); 1900,
Эль-Кувейт, Кувейт — 1919, Эр-Рияд, Неджд и Хаса) — старший сын первого короля Саудовской Аравии Абдул-Азиза Аль Сауда, с ним ему дали прозвище «Абу Турки».

## Биография
Родился 8 февраля 1896 года в Эль-Кувейт (Кувейт). У него был единоутробный брат Сауд (1902—1969), который был королём в 1953—1964 годах. Кроме Сауда, у него были сёстры Нура и Мунира.
Турки был наследным принцем Неджда с момента завоевания его отцом Эр-Рияда 15 января 1902 года до своей смерти от гриппа в 1919 году. На момент его смерти его жена была беременна, и позже родила своего третьего ребенка — сына Фейсала, который позже стал министром в правительстве своего дяди короля Сауда.
Закон о престолонаследии был изменён сразу после смерти Турки, после чего власть в Саудовской Аравии, начиная с Сауда, стала переходить от брата к брату, а не отца к сыну.

## Семья
У него было 3 жены. Сын и дочь были от разных матерей.
Его единственный сын, принц Фейсал (1919—1968) занимал два министерских поста: Министр труда и социальной политики Саудовской Аравии (июнь 1961—31 октября 1962) и министр внутренних дел (сентябрь 1961—31 октября 1962).
Два внука принца Турки: принц Турки (1943—2009) и принц Абдалла (1945—2019) входили в Совет Преданности.